# Trevor Milton

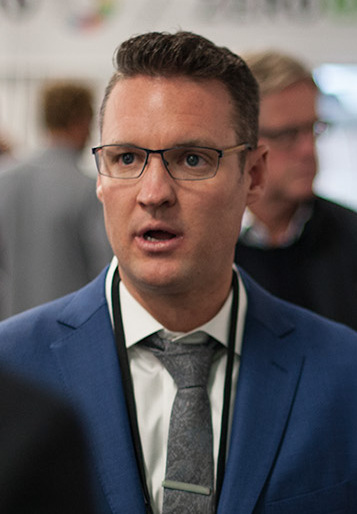
Trevor Milton (2017)

Trevor Milton (* 6. April 1982 in Layton, Utah) ist ein US-amerikanischer Unternehmer sowie Gründer und ehemaliger Geschäftsführer der Nikola Motor Company. Er besitzt ca. 40 % der Anteile an Nikola, weshalb sein Vermögen im September 2020 auf 3,5 Milliarden US-Dollar geschätzt wurde. Im August 2021 betrug sein Vermögen noch 1,4 Milliarden US-Dollar.

## Biografie
Miltons Vater, Bill Milton, ist ein ehemaliger Manager der Union Pacific Railroad, und seine Mutter, Sally Milton, ist Immobilienmaklerin. Er hat einen Bruder und drei Schwestern. Seine Familie zog nach Las Vegas, als Milton noch ein Kleinkind war, und kehrte nach Utah zurück, als er acht Jahre alt war. Milton ist Mitglied der Kirche Jesu Christi der Heiligen der Letzten Tage und ging nach der Highschool auf eine 18-monatige Kirchenmission nach Brasilien, wo er fließend Portugiesisch zu sprechen lernte. Nach einem Semester an der Utah Valley State University brach er das Studium ab, um eine Karriere im Vertrieb und Marketing zu verfolgen.
Milton gründete unmittelbar nach dem Verlassen des Colleges eine Firma für den Verkauf von Alarmanlagen namens St. George Security and Alarm und stieg schließlich für eine Ausstiegszahlung aus dem Geschäft aus. Milton startete daraufhin eine Online-Kleinanzeigen-Website für den Verkauf von Gebrauchtwagen, die schließlich scheiterte. Daraufhin gründete er sein erstes Unternehmen für Fahrzeuge mit alternativen Energien namens dHybrid, Inc. dHybrid erhielt einen Vertrag mit Swift Transportation über die Umrüstung von Lastwagen, was Mitte 2012 zu einem Gerichtsverfahren führte, das auf der Nichteinhaltung der Vereinbarung durch dHybrid beruhte. dHybrid wurde 2014 schließlich von Worthington übernommen, und 2015 gründete Milton zusammen mit seinem Bruder Travis als Betriebsleiter die Nikola Motor Company. Nikola ging 2020 an die Börse, wodurch Milton zum Milliardär wurde.
Im September 2020 gab er bekannt sich von Nikola zurückzuziehen. Im Juli 2021 erhob ein US-Bundesgericht Anklage gegen Trevor Milton in drei Fällen von strafbarem Betrug, darunter Irreführung von Investoren über die Technologie und das Geschäft von Nikola Motor und zwei Fälle von Wertpapierbetrug. Außerdem wurde er von der Securities and Exchange Commission wegen Wertpapierbetrugs angeklagt. Milton wurde nach seiner Verhaftung gegen eine Kaution von 100 Millionen US-Dollar freigelassen. Im Oktober 2022 befand ihn eine Jury für schuldig in drei Anklagepunkten. Im Dezember 2023 wurde er zu vier Jahren Gefängnis und einer Geldstrafe von einer Million US-Dollar verurteilt. Er war gegen Kaution auf freiem Fuß, während er gegen das Urteil Berufung einlegte.
Am 28. März 2025 gab das Weiße Haus offiziell bekannt, dass er von US-Präsident Donald Trump vollständig begnadigt wurde. Einen Tag zuvor hatte Trump ihn persönlich über die Begnadigung informiert. Die Begnadigung ersparte Milton nicht nur eine Gefängnisstrafe, sondern befreite ihn auch von der gerichtlichen Anordnung, die Nikola-Aktionäre zu entschädigen, die durch den Kursverfall Millionen US-Dollar verloren hatten. Milton ist eng mit der Republikanischen Partei verbunden und gilt als Trump-Unterstützer. Auf die Frage nach den Gründen für die Begnadigung erklärte Trump bei einer Pressekonferenz im Oval Office, Milton sei von vielen „wärmstens empfohlen“ worden; Trump deutete an, dass die Strafverfolgung politisch motiviert gewesen sei. Weiterhin behauptete Trump: „Man sagt, sein Fehler sei gewesen, dass er einer der Ersten war, die einen Herrn namens Donald Trump als Präsidenten unterstützten. Er unterstützte Trump. Er mochte Trump.“ Laut der US-Bundeswahlkommission spendete Milton seit 2016 mehrere Millionen US-Dollar an Politiker der Republikanischen Partei sowie deren Gremien und Lobbygruppen. Dazu gehören mindestens 930.000 US-Dollar, die an die Trump-Wahlkampagne und unterstützende Lobbygruppen gingen, sowie weitere 285.000 US-Dollar an das Republican National Committee. Er spendete außerdem 750.000 US-Dollar an die Lobbygruppe MAHA Alliance, die die Anhänger von Robert F. Kennedy Jr. davon überzeugen wollte, Trump zu unterstützen, nachdem dieser im Sommer 2024 aus dem Präsidentschaftswahlkampf ausgestiegen war. Nachdem sich Kennedy Jr. kurz darauf der Trump-Wahlkampagne anschloss, spendete Milton weitere 121.000 US-Dollar direkt an eine Unterstützungskampagne für Kennedy Jr. – Kennedy Jr. ist seit Februar 2025 US-Gesundheitsminister im Kabinett Trump II. Im Oktober 2024 spendeten Milton und seine Ehefrau zusammen 1,8 Millionen US-Dollar an eine Unterstützungskampagne für Donald Trump. Brad Bondi, Mitglied von Miltons Verteidigerteam während des Prozesses, ist der Bruder von Pam Bondi, die seit Februar 2025 als US-Justizministerin im Kabinett Trump II dient.
Gegen Milton läuft weiterhin eine Sammelklage von Aktionären (Stand: März 2025).

## Kontroversen
Im September 2020, zwei Tage nachdem Nikola Geschäftsbeziehungen zu General Motors aufgenommen hatte, veröffentlichte der Leerverkäufer Hindenburg Research einen Bericht, in dem Milton und Nikola über viele Jahre Betrug und Irreführung vorgeworfen wurden. Die Nikola-Aktie fiel an diesem Tag um acht Prozent und am folgenden Tag um weitere 15 Prozent, nachdem Milton es versäumt hatte, seine Widerlegung zu liefern, die er zuvor auf Twitter versprochen hatte. Überprüfungen durch Bloomberg und die Financial Times bestätigten einige der in dem Bericht vorgestellten Details. Im September 2020 wurde Milton wegen Betrugs verklagt und er musste deshalb als CEO von Nikola zurücktreten.
Nach seinem Rückzug behielt er 91,6 Millionen Nikola-Anteile.
Im September 2020 beschuldigte Aubrey Ferrin Smith, Miltons Cousine, ihn, sie 1999 bei der Beerdigung ihres Großvaters sexuell missbraucht zu haben, als sie 15 und er 18 war. Am 28. September 2020 berichtete CNBC, dass sich eine zweite anonyme Frau gemeldet hat, die behauptet, von Milton vergewaltigt worden zu sein. Der angebliche Vorfall soll sich 2004 ereignet haben, als das angebliche Opfer 15 und Milton 22 Jahre alt war. Milton bestritt die erhobenen Vorwürfe.

## Privates
Milton ist verheiratet und lebt in Phoenix (Arizona).